# 莱茵河畔海德斯海姆
莱茵河畔海德斯海姆（德語：Heidesheim am Rhein，發音：[ˈhaɪdəshaɪm ʔam ˈʁaɪn]）是德国莱茵兰-普法尔茨州美因茨-宾根县曾经的一个市镇，面积17.56平方千米，2017年12月31日人口为7,534人。2019年7月1日，莱茵河畔海德斯海姆与市镇瓦肯海姆并入市镇莱茵河畔英格尔海姆。

## 友好城市
- 法國 欧克索讷（1964年）
- 德国 埃尔福特 埃格施泰特（1990年）
- 德国 埃尔福特 瓦尔特斯莱本（德语：Waltersleben）（1990年）